# Spółdzielnia Pracy „Scenotechnika” w Krakowie
Spółdzielnia Pracy Obsługi Technicznej Teatrów i Świetlic Scenotechnika w Krakowie – spółdzielnia pracy działająca od 1951 roku w Krakowie zajmująca się budową i wyposażeniem scen teatrów. Od 1956 roku zajmowała się produkcją teatrzyków kukiełkowych dla dzieci Tyci-tyci.

## Historia
Spółdzielnia powstała w 1951 roku i działała w Krakowie przy ulicy Librowszczyzna 3, biuro mieściło się przy ulicy Sławkowskiej. Zajmowała się budową i wyposażaniem scen teatralnych. W 1954 roku przygotowała tzw. scenę bębnową w Domu Kultury w Dąbrowie Górniczej, systemy elektro-akustyczne, sygnalizacyjne i przeciwpożarowe w Państwowym Teatrze Współczesnym w Szczecinie nowoczesne urządzenia, sceny w Teatrze im. St. Żeromskiego w Kielcach, w Domach Kultury: przy Hucie „Cedler“ w Sosnowcu i Hucie „Pokój" w Nowym Bytomiu, w Poznaniu, Łodzi i Rzeszowie.

### Teatrzyki Tyci-tyci
Od 1956 roku zajęła się produkcją teatrzyków kukiełkowych. Przygotowania trwały 2 lata. Powstało 8 prototypów sceny i kilkanaście lalek. Po zatwierdzeniu projektu przez instytut Pedagogiki przy Ministerstwie Oświaty i Centralny Dom Twórczości Ludowej nawiązano kontakty z plastykami, grafikami i literatami w celu przygotowania scenografii i tekstów. Scena teatru „Tyci-tyci” miała wymiary 50 x 50 cm i była głęboka na 35 cm Scena składała się z trzech ścianek: czołowej i bocznych. Jej krawędzie umocniono płótnem introligatorskim. Całość ważyła około 5 kg. Posiadała rozsuwaną na boki kurtynę, przestronne zaplecze na dekoracje i potrzebne rekwizyty. Posiadał horyzont z kolorowej gazy i kulisy, a oświetlenie należało zmontować metodą gospodarczą. W 1956 roku cenę kompletu ustalono na 100 złotych. Do każdego przedstawienia opracowano komplety kukiełek i tekst z objaśnieniem technicznym. Jedną kukiełkę wyceniono na ok. 10 zł, przy czym sprzedawane były całe komplety, które kosztowały od 80 do 150 zł, w zależności od ilości figurek. Do 1960 roku powstało kilka kompletów teatrzyków do odgrywania przedstawień: M. Kownackiej „Miała babuleńka kozła rogatego”, Marszaka „Chatka Chałupeńka”, widowiska śpiewanego wg układu Jerzego Zaborowskiego „Malowanka z krakowskiego dzbanka”, Gibasowej „O wawelskim smoku”, Stanisława Iłowieckiego „Lisek Chytrusek”, Porazińskiej „Agata nogą zamiata”, Kownackiej „Przygody Plastusia”, Grabowskiego „Słoń Pytajło”, Brzezickiego „Pan Twardowski”, Konopnickiej „O krasnoludkach i sierotce Marysi”. Do 1960 roku wykonano 5500 takich teatrzyków i ponad 20 tysięcy kompletów kukiełek. W 1957 zarejestrowała pracowniczy wzór użytkowy Teatr kukiełkowy dla dzieci i młodzieży, którego autorem był Ludwik Muzyczka. W 1958 roku teatrzyk i kukiełki pokazano na światowym kongresie zabawkarskim. W lipcu 1958 roku dyrekcja spółdzielni otrzymała list, w którym informowano, że lalki zostały włączone do zbiorów muzeum Zabawek w Brukseli.
W lipcu 1964 roku lokal po Spółdzielni przy ulicy Sławkowskiej 11 przejęło przedsiębiorstwo remontu wind. Początkowo realizowało jeszcze niektóre umowy niedziałającej już Spółdzielni Scenotechnika.
W 2021 roku w Muzeum Zabawek i Zabawy została zorganizowana wystawa czasowa, na której pokazano zachowane w kieleckich przedszkolach egzemplarze teatrzyków produkcji Spółdzielni Scenotechnnika.